# 第十一郡
第十一郡是越南胡志明市下辖的一个郡。面积5平方公里，2019年总人口209000人。

## 地理
第十一郡北接新平郡，南接第五郡，西北接新富郡，西和西南接第六郡，东接第十郡。

## 历史
1976年5月20日，西贡-嘉定市革命人民委员会重新划分第十一郡下辖各坊为第一坊、第二坊、第三坊、第四坊、第五坊、第六坊、第七坊、第八坊、第九坊、第十坊、第十一坊、第十二坊、第十三坊、第十四坊、第十五坊、第十六坊、第十七坊、第十八坊、第十九坊、第二十坊、第二十一坊21坊。
1976年7月2日，越南正式统一，西贡-嘉定市更名为胡志明市。第十一郡随之划归胡志明市管辖。
1983年7月11日，第二坊并入第一坊、第三坊和第十坊。
1987年2月14日，撤销除第一坊、第三坊、第八坊、第九坊、第十坊、第十二坊以外原15坊，原第五坊部分区域和原第七坊合并为第七坊，原第五坊剩余区域和原第四坊部分区域合并为第四坊，原第四坊剩余区域和原第六坊合并为第六坊，原第十四坊部分区域和原第十五坊合并为第十五坊，原第十四坊部分区域和原第十一坊合并为第十一坊，原第十四坊剩余区域和原第十三坊合并为第十三坊，原第十八坊部分区域和原第十七坊合并为第二坊，原第十八坊剩余区域和原第十六坊合并为第十六坊，原第二十一坊部分区域、原第二十坊部分区域和原第十九坊合并为第十四坊，原第二十一坊剩余区域和原第二十坊合并为第五坊。
2024年11月14日，越南国会常务委员会通过决议，自2025年1月1日起，第二坊并入第一坊，第四坊和第六坊并入第七坊，第十二坊并入第八坊，第九坊并入第十坊，第十三坊并入第十一坊。

## 行政区划
第十一郡下辖10坊，郡人民委员会位于第十坊。
- 第一坊（Phường 1）
- 第三坊（Phường 3）
- 第五坊（Phường 5）
- 第七坊（Phường 7）
- 第八坊（Phường 8）
- 第十坊（Phường 10）
- 第十一坊（Phường 11）
- 第十四坊（Phường 14）
- 第十五坊（Phường 15）
- 第十六坊（Phường 16）